# Horst Hrubesch
Horst Hrubesch (* 17. duben 1951, Hamm) je bývalý německý fotbalista. Hrával na pozici útočníka. Po skončení hráčské kariéry se stal trenérem, vedl mj. německou jedenadvacítku, kterou v roce 2009 dovedl k zisku titulu mistrů Evropy v této kategorii (premiérovému pro Německo).
S reprezentací někdejšího Západního Německa získal stříbrnou medaili na mistrovství světa roku 1982. Zlato získal na mistrovství Evropy 1980. Na tomto turnaji byl zařazen i do all-stars týmu. Celkem za národní tým odehrál 21 utkání a vstřelil 6 branek.
S Hamburgerem SV vyhrál v sezóně 1982/83 Pohár mistrů evropských zemí. Třikrát se s ním stal mistrem Německa (1978–79, 1981–82, 1982–83). Roku 1982 se stal s 27 góly nejlepším střelcem německé Bundesligy.
V anketě Zlatý míč, která hledala nejlepšího fotbalistu Evropy, skončil roku 1980 šestý.